# 사랑은 방울방울
《사랑은 방울방울》은 2016년 11월 28일부터 2017년 6월 9일까지 방송했던 SBS 일일 드라마로 SBS 일일 드라마는 해당 프로그램을 마지막으로 최종 폐지됐다.

## 기획 의도
한 여자가 연인의 심장을 이식받은 남자를 만나 사랑하게 되면서 벌어지는 이야기를 그린 드라마

## 등장 인물

### 주요 인물
- 왕지혜 : 은방울 역 (아역:)
- 강은탁 : 박우혁 역
- 공현주 : 한채린 역 (아역:)
- 김민수 : 강상철 역
- 강동호 : 윤동준 역 (특별 출연)

### 은방울네
- 이종수 : 윤동민 역
- 김명수 : 은장호 역 (특별 출연)
- 이주은 : 신지연 역
- 선우은숙 : 임순복 역
- 김하균 : 윤계능 역
- 서은율 : 윤별 역

### 한채린네
- 길용우 : 한영목 역
- 정찬 : 선우완 역
- 김혜리 : 나영숙 역

### 박우혁네
- 김예령 : 오해원 역
- 김윤경 : 박우경 역
- 최완정 : 천강자 역

### 그 외 인물
- 김원효 : 불량학생 역
- 홍성덕 : 최 씨 역
- 김선화
- 유준서
- 민대식
- 박윤식
- 전범수
- 이진목
- 김대흥
- 정현석
- 미카엘 아쉬미노프
- 이정성
- 서병덕
- 윤선아
- 한영애
- 박종보
- 맹봉학 : 봉태봉 역
- 강태환 : 김진석 역
- 박여진
- 고진명
- 김대흥 : 고형사 역
- 맹세창 : 송주성 역
- 김선은
- 조성희
- 김사훈
- 박정진
- 한지성
- 심소영
- 한다솔 : 조 비서 역

### 특별 출연
- 김승현 : 우경의 남편 역

## 결방
- 2016년 12월 9일 : SBS 뉴스특보 편성으로 인해 결방.
- 2017년 1월 27일 :《설 특집 생 리얼수업 초등학쌤》 편성으로 인해 결방.
- 2017년 1월 30일 :《설 특집 주먹쥐고 뱃고동》 편성으로 인해 결방.
- 2017년 2월 9일 : 2018 평창 동계 올림픽 G-1년 기념 행사 생중계 방송으로 인해 결방.
- 2017년 3월 10일 : 박근혜 대통령 헌재 탄핵심판 선고에 따른 SBS 뉴스특보 편성으로 인해 결방.
- 2017년 3월 23일 : 세월호 인양에 따른 특집 SBS 뉴스 편성으로 인해 결방.
- 2017년 4월 28일 : 대한민국 제19대 대통령 선거 후보자 토론회(초청 2차)에 따라 앞당겨진 SBS 8 뉴스 방송으로 인해 결방.
- 2017년 5월 2일 : 대한민국 제19대 대통령 선거 후보자 토론회(초청 3차)에 따라 앞당겨진 SBS 8 뉴스 방송으로 인해 결방.
- 2017년 5월 9일 : 2017 국민의 선택 특집 SBS 8 뉴스 편성으로 결방.
- 2017년 5월 10일 : 2017 제19대 대통령 당선 특집 SBS 8 뉴스 편성으로 결방.
- 2017년 5월 23일 : 2017 FIFA U-20 월드컵 대한민국 VS 아르헨티나 축구 중계 방송으로 인해 결방.
- 2017년 5월 26일 : 2017 FIFA U-20 월드컵 대한민국 VS 잉글랜드 축구 중계 방송으로 인해 결방.
- 2017년 5월 29일 : 《월화 드라마 엽기적인 그녀》 미리 보기로 인해 결방.
- 2017년 5월 31일 : 지상파 UHD 개국 공동 축하쇼 《유 해브 어 드림》 방송으로 결방.

## 수상, 후보
| 연도 | 시상식       | 부문                                     | 수상자 | 결과 |
| ---- | ------------ | ---------------------------------------- | ------ | ---- |
| 2017 | SBS 연기대상 | 일일 & 주말드라마 부문 남자 최우수연기상 | 강은탁 | 후보 |
| 2017 | SBS 연기대상 | 일일 & 주말드라마 부문 여자 최우수연기상 | 왕지혜 | 후보 |
| 2017 | SBS 연기대상 | 일일 & 주말드라마 부문 남자 우수연기상   | 김민수 | 후보 |
| 2017 | SBS 연기대상 | 일일 & 주말드라마 부문 여자 우수연기상   | 공현주 | 후보 |

## 동시간대 드라마
- MBC 일일 드라마 《행복을 주는 사람》
- MBC 일일 드라마 《돌아온 복단지》

## 참고 사항
- 《사랑은 방울방울》은 김영인 작가의 SBS 일일 드라마 《달려라 장미》 OST '참 좋을 거야'[1]의 가사에서 따왔다.
- 극단적인 선택을 벗어나지 못하는 악녀가 눈살을 찌푸리게 만들었다는 지적을 샀다.[2]
- SBS 일일 드라마는 해당 프로그램을 마지막으로 폐지됐는데 당시 SBS는 2009년 3월 11기[3]를 끝으로 공채 탤런트 제도를 폐지한 상태였으며 이로 인해 이일화 (2기) 정혜영 (3기) 김희정 (1기) 윤해영 (3기) 남성진 (본명 남지헌) (3기) 김성오 (11기) 등 대부분의 SBS 공채 탤런트 출신 배우들이 타방송사에서 활동 중이지만 공형진 (1기) 오대규 (1기) 이진아 (1기) 오아랑 (1기) 최준용 (2기) 정나온 (본명 정진경)(5기) 박광현 (7기) 정주은 (본명 방경림)(8기) 황금희 (9기) 여호민 (10기) 석진이 (11기) 등은 아예 연기활동이 끊겼는데 앞서 언급한 사람들 중 황금희는 2003년부터 지성원이란 예명을 썼다가[4] 2014년 12월 본명으로 돌아온 뒤 2019년부터 지성원으로 회귀하는 등 우여곡절을 많이 겪었다.